# Dynactine
La dynactine (ou complexe activateur de la Dynéine) est une protéine multimérique localisée dans les cellules eucaryotes qui assiste au transport intracellulaire bidirectionnel en interagissant comme un adaptateur entre la dynéine et la kinésine-2 tout en les liant à l'organelle ou la vésicule à être transportée,. Elle est aussi requise pour l'initiation du transport du cargo depuis l'axone distale.

## Structure et mécanisme d'action
La dynactine fait partie des protéines de la famille adénosine triphosphatase (ATPase). Elle consiste en plusieurs sous-unités dont le doublet p150Glued (encodé par le gène DCTN1) est la plus large et est essentielle pour la fonction de la protéine. La structure de la dynactine est très conservée chez les vertébrés.
Il y a trois isoformes encodés par un seul gène p150Glued. Le complexe de dynactine visualisé par microscopie électronique apparait comme étant un court filament de 37 nm en longueur, et ressemble à un F-actine plus mince, terminant en deux têtes globulaires.
Le complexe de la dynactine consiste en trois domaines structuraux majeurs: (1) avant bras-épaule: DCTN1, DCTN2/dynamitine, DCTN3/p22/p24; (2) la canne Arp1: Arp1/centractine, active, CapZ; et (3) le complexe terminal en pointe: Actr10/Arp11, DCTN4/p62, DCTN5/p25, et DCTN6/p27. La dynactine interagit directement avec la dynéine par la liaison de la chaine intermédiaire de la dynéine avec le doublet p150Glued DCTN2 (dynamitine) est aussi impliqué dans l'attachement des microtubules aux centrosomes et il peut avoir un rôle dans la formation des synapses pendant le développement du cerveau. DCTN4 (p62) lie directement à la sous-unité Arp1 de la dynactine,.
Arp1 est le domaine de la liaison de la dynactine aux vésicules membranaires (Golgi ou endosome tardif) par son association avec la β-spectrine,,,. Le complexe terminal en pointe (CEP) est impliqué dans la liaison sélective du cargo. Les sous-unités de CEP p62/DCTN4 et Arp11/Actr10 sont essentielles pour l'intégrité du complexe de dynactine et pour cibler la dynactine/dynéine vers l'enveloppe nucléaire avant la mitose,,. p25/DCTN5 et p27/DCTN6 de la dynactine ne sont pas essentiels pour l'intégrité du complexe de dynactine, mais sont requis pour le transport des endosomes précoces et recyclés pendant l'interphase et la régulation des checkpoints lors de l'assemblage du fuseau mitotique lors de la mitose,,.

## Fonctions
La dynactine est souvent essentielle à l'activité de la dynéine, et peut être considéré comme un récepteur pour la dynéine en modulant la liaison de la dynéine sur les organelles d'une cellule qui sont transportées le long des microtubules,. La dynactine améliore aussi la processivité de la dynéine cytoplasmique et de la kinésie-2.
La dynactine est impliquée dans différentes réactions telles l'alignement chromosomique et l'organisation du fuseau mitotique lors de la division cellulaire. La dynactine contribue au focus aux pôles du fuseau mitotique par sa liaison à la protéine d'appariement nucléaire mitotique (NuMA),. La dynactine cible aussi les kinétochores en se liant entre la dynamitine/DCTN2 et zq10 et a un rôle dans l'inactivation du checkpoint du fuseau mitotique,.
Pendant la prométaphase, la dynactine aide aussi à cibler la polo-like kinase 1 (Plk1) aux kinétochores avec la cycline dépendante kinase 1 (Cdk1)-p27/DCTN6 phosphorylée, qui est impliquée dans l'attachement efficace des microtubules-kinétochores et au recrutement de la protéine Mad1 dans l'étape du checkpoint pour l'assemblage du fuseau mitotique. Aussi, la dynactine joue un rôle essentiel au maintien de la position nucléaire chez la drosophile, chez le poisson zèbre et chez différents champignons,. La dynéine et la dynactine sont concentrées sur l'enveloppe nucléaire pendant la prophase et facilitent la destruction de l'enveloppe nucléaire via les sous-unités DCTN4/p62 et Arp11,.
La dynactine est aussi requise pour l'accrochage des microtubules aux centrosomes et elle est aussi importante à l'intégrité des centrosomes. La déstabilisation de la dynactine centrosomale cause aussi une séparation des centrioles anormale et retarde l'entrée dans la phase S, suggérant que la dynactine contribue au recrutement de régulateurs de cycle cellulaire qui sont importants pour les centrosomes. En plus du transport de différentes organelles dans le cytoplasme, la dynactine lie aussi la kinésine-2 aux organelles. Elle permet aussi d'augmenter l'efficacité du flux du cargo dans les neurones en provenance des neurites distales à cause de son domaine CAP-Gly présent sur p150Glued de la dynactine. Cette fonction est distincte du rôle de la dynactine dans la promotion du transport bidirectionnel le long de l'axone. Le domaine CAP-Gly est super important pour le bon fonctionnement neuronal puisque certaines mutations de ce dernier peuvent induire des maladies neurogénératives qui sont autosomales dominantes: le syndrome de Perry et la neuropathie moteur héréditaire. Ces mutations affectent la fonction du domaine CAP-Gly.